# Skylanders: Spyro's Adventure
Skylanders: Spyro's Adventure è un videogioco a piattaforme sviluppato da Toys for Bob e pubblicato da Activision ad ottobre 2011.

## Trama
Gli Skylander, guidati da Padron Eon, loro mentore, sono i protettori delle Skylands, venerati e rispettati da tutti. Un giorno Kaos, con il suo Idrago (un ibrido idra/drago con quattro teste, ognuna dotata di un potere elementale diverso: Fuoco, Acqua, Vita e Non-Morti), distrusse il Cuore di Luce (il sistema di protezione magico delle Skylands in grado di tenere lontane le Tenebre, creato secoli addietro dagli Antichi Benevolenti, gli esseri che all'inizio dei tempi crearono le Skylands), uccidendo Eon (che grazie ai suoi poteri magici continuò ad esistere sotto forma di spirito) ed esiliando gli Skylander sulla Terra. Oggi, grazie ai poteri del nuovo Padrone dei Portali (il giocatore), gli Skylander, attraverso il Portale del Potere, sono riusciti a ritornare nelle Skylands, e sta a loro, ricostruendo il Cuore di Luce, riuscire a battere definitivamente Kaos.

## Modalità di gioco

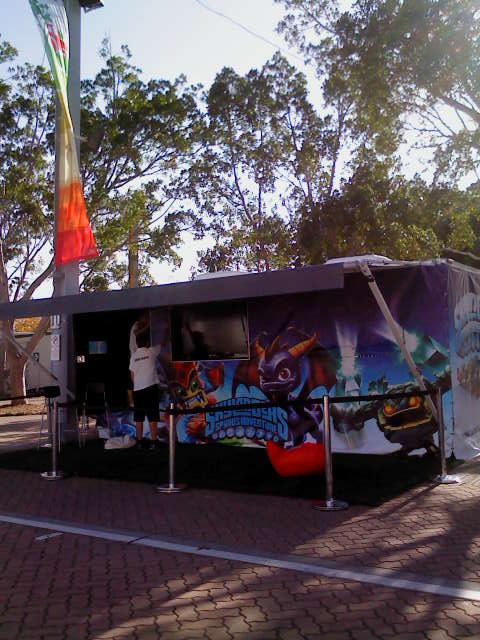

L'innovazione introdotta dal gioco consiste in statuette interattive che se poste su di un apposito dispositivo vengono fatte vivere sullo schermo tramite il sistema di comunicazione NFC. Ogni personaggio possiede una personalità e delle abilità proprie che dovranno essere potenziate grazie alla raccolta di monete e di Zaffiri Alati. Sarà compito del giocatore decidere ad un certo punto quali attacchi di uno Skylander potenziare piuttosto che altri. Inoltre, ogni Skylander possiede un attacco speciale sbloccabile soltanto tramite la "Gemma dell'Anima", un oggetto che deve essere trovato in ogni livello.
La trama si compone di 26 capitoli, di cui 22 di base e 4 sbloccabili tramite l'acquisto di espansioni. In ogni capitolo vi sono diversi oggetti da raccogliere come i forzieri, gli Zaffiri Alati, le Gemme dell'Anima, i Tesori Leggendari e i cappelli.
Gli Skylander sono suddivisi in otto categorie definite elementali, ovvero Acqua, Aria, Fuoco, Magia, Non-Morti, Tecnica, Terra e Vita. Per ogni elemento vi sono 4 Skylander dei quali uno è un drago.
Gli Skylander per elemento sono:
- Acqua: Gill Grunt, Zap, Wham-Shell, Slam Bam;
- Aria: Whirlwind, Sonic Boom, Lightning Rod, Warnado;
- Fuoco: Ignitor, Eruptor, Sunburn, Flameslinger;
- Magia: Spyro, Wrecking Ball, Voodood, Double Trouble;
- Non-Morti: Chop Chop, Ghost Roaster, Hex, Cynder;
- Tecnica: Trigger Happy, Drill Sergent, Drobot, Boomer;
- Terra: Bash, Dino-Rang, Terrafin, Prism Break;
- Vita: Zook, Stump Smash, Stealth Elf, Camo.

Ci sono anche delle versioni speciali di alcuni Skylander definite Legendary ed hanno la particolarità di avere le statuette colorate di blu scuro ed oro. I personaggi Legendary sono: Chop Chop, Spyro, Trigger Happy e Bash. Vi è anche la versione Dark di Spyro, venduta per la console Nintendo 3DS.

## Personaggi e doppiatori
| Personaggio     | Doppiatore originale | Doppiatore italiano                                                           |
| --------------- | --- | ----------------------------------------------------------------------------- |
| Spyro           | Josh Keaton | Ruggero Andreozzi                                                             |
| Sparx           | André Sogliuzzo |                                                                               |
| Gill Grunt      | Freddie Winston | Francesco Mei                                                                 |
| Trigger Happy   | Freddie Winston | Claudio Moneta                                                                |
| Voodood         | Freddie Winston | Marco Pagani                                                                  |
| Eruptor         | Freddie Winston | Pietro Ubaldi                                                                 |
| Bash            | Freddie Winston |                                                                               |
| Ignitor         | Freddie Winston | Silvio Pandolfi                                                               |
| Chop-Chop       | Freddie Winston |                                                                               |
| Terrafin        | Freddie Winston |                                                                               |
| Gurglefin       | Freddie Winston | Gianni Quillico                                                               |
| Boomer          | Freddie Winston |                                                                               |
| Ghost Roaster   | Freddie Winston |                                                                               |
| Prism Break     | Freddie Winston | Marco Pagani                                                                  |
| Slam Bam        | Freddie Winston | Gigi Rosa                                                                     |
| Master Eon      | Daniel Hagen | Marco Pagani                                                                  |
| Cali            | Sumalee Montano | Elda Olivieri                                                                 |
| Persephone      | Laura Bailey | Jenny De Cesarei                                                              |
| Glumshanks      | Chris Cox | Silvio Pandolfi                                                               |
| Auric           | Steve Blum | Luca Sandri                                                                   |
| Vathek          | Steve Blum |                                                                               |
| Flynn           | Patrick Warburton | Riccardo Lombardo                                                             |
| Cynder          | Barbara Mamabolo |                                                                               |
| Hugo            | Michael Yurchak | Davide Garbolino                                                              |
| Fargus          | James Haron |                                                                               |
| Stump Smash     | Kevin Michael Richardson | Pietro Ubaldi                                                                 |
| Dino-Rang       | Thomas Bromhead |                                                                               |
| T-Bone          | Keith Sliverstein |                                                                               |
| Hex             | Courtenay Taylor |                                                                               |
| Lightning Rod   | Alex Ness | Marco Pagani                                                                  |
| Stealth Elf     | Lani Minella | Daniela Fava                                                                  |
| Wendel          | Anthony Hansen |                                                                               |
| Kaos            | Richard Steven Horvitz | Luca Sandri                                                                   |
| Hektore         | Dave Wittenberg |                                                                               |
| Diggs           | | Stefano Albertini                                                             |
| Drill Sergeant  | | Davide Garbolino                                                              |
| Voci aggiuntive | John Kassir Lani Minella Fred Tatasciore Jeff Bergman Cam Clarke Bruce Lanoil Hope Levy Chris Parson Erol Otus David Markus Roger L. Jackson Kathryn Cressida Jen Olson Salli Saffioti Kari Wahlgren Amanda Wyatt Hunter Davis Dwight Schultz Lloyd Sherr Keith Szarabajka Neil Kaplan David Lodge Liam O'Brien | Stefano Albertini Oliviero Corbetta Daniele Demma Gianni Quillico Luca Sandri |